# Serau de Taiwan
El serau de Taiwan (Capricornis swinhoei) és una espècie de mamífer artiodàctil de la família dels bòvids. És endèmic de Taiwan, on viu a altituds d'entre 50 i més de 3.900 msnm. Ocupa una gran varietat d'hàbitats muntanyosos, des de les selves tropicals i subtropicals de plana fins a la tundra, passant pels boscos mixtos de frondoses i coníferes, les selves temperades, els boscos de coníferes i els prats alpins. Podria estar amenaçat per la caça i altres activitats humanes, així com per paràsits cutanis. Fou anomenat en honor del naturalista britànic Robert Swinhoe.
El serau de Taiwan és una espècie rara de serau. Es diferencia del serau del Japó en el seu pelatge, de color més clar.